# تروفيو لايقويليا 2023
تروفيو لايقويليا 2023 (بالإيطالية: Trofeo Laigueglia 2023)‏ هو سباق دراجات هوائية، وهو الموسم الستين من تروفيو لايقويليا، وأقيم في 1 مارس 2023 ضمن سباقات سلسلة سباقات الاتحاد الدولي للدراجات للمحترفين 2023.
فاز بالمركز الأول Nans Peters ‏، وفاز بالمركز الثاني أندريا فيندرام، وفاز بالمركز الثالث Alessandro Covi ‏.

## الفرق
| فرق عالمية (9)- AG2R Citroën Team - Cofidis - EF Education-EasyPost - Groupama-FDJ - Ineos Grenadiers - Intermarché-Circus-Wanty - Arkéa-Samsic - Trek-Segafredo - UAE Team Emirates فرق برو (6)- بنجوال باوليز ساوكس دبليو بي ‏ - Team Solution Tech–Vini Fantini ‏ - فريق إيولو كوميت لركوب الدراجات 2023 ‏ - Green Project-Bardiani CSF-Faizanè - Lotto Dstny - تيم نوفو نورديسك ‏ فرق قارية (5)- بلترامي تي إس أيه–مارشيول ‏ - Biesse–Carrera ‏ - كولباك-بلان 2023 ‏ - جنرال ستور بوتولي زارديني ‏ - Team Technipes #inEmiliaRomagna ‏ |  |
| |  |

## المشاركون
| UAE Team Emirates UAD | UAE Team Emirates UAD | UAE Team Emirates UAD |
| --------------------- | --------------------- | --------------------- |
| م                     | عداء                  | مرتبة                 |
| 1                     | Alessandro Covi ‏      | 3                     |
| 2                     | إيفو أوليفيرا         | لم يكمل السباق        |
| 3                     | Sjoerd Bax ‏           | لم يكمل السباق        |
| 4                     | جورج بينيت            | لم يكمل السباق        |
| 5                     | ريان جيبونز           | 21                    |
| 6                     | دييغو يليسي           | 9                     |
| 7                     | مايكل فينك ‏           | لم يكمل السباق        |

| Intermarché-Circus-Wanty ICW | Intermarché-Circus-Wanty ICW | Intermarché-Circus-Wanty ICW |
| ---------------------------- | ---------------------------- | ---------------------------- |
| م                            | عداء                         | مرتبة                        |
| 11                           | Francesco Busatto ‏           | لم يكمل السباق               |
| 12                           | ليليان كالجمان               | 11                           |
| 13                           | روي كوستا                    | لم يكمل السباق               |
| 14                           | بينيام جيرماي                | لم يكمل السباق               |
| 15                           | Laurens Huys ‏                | لم يكمل السباق               |
| 16                           | لورينزو روتا                 | 4                            |
| 17                           | جورج تسيمارمان               | 10                           |

| Ineos Grenadiers IGD | Ineos Grenadiers IGD        | Ineos Grenadiers IGD |
| -------------------- | --------------------------- | -------------------- |
| م                    | عداء                        | مرتبة                |
| 21                   | Leo Hayter ‏                 | لم يكمل السباق       |
| 22                   | Kim Heiduk ‏                 | لم يكمل السباق       |
| 23                   | Michael Leonard (cyclist) ‏  | لم يكمل السباق       |
| 24                   | براندون ريفيرا ‏             | لم يكمل السباق       |
| 25                   | كارلوس رودريغيز كانو (طريق) | 15                   |

| Cofidis COF | Cofidis COF         | Cofidis COF    |
| ----------- | ------------------- | -------------- |
| م           | عداء                | مرتبة          |
| 31          | سيموني كونسوني      | لم يكمل السباق |
| 32          | Alexandre Delettre ‏ | لم يكمل السباق |
| 33          | Eddy Finé ‏          | لم يكمل السباق |
| 34          | Victor Lafay ‏       | 16             |
| 35          | Axel Mariault ‏      | لم يكمل السباق |
| 36          | Rémy Rochas ‏        | لم يكمل السباق |
| 37          | Harrison Wood ‏      | 28             |

| Trek-Segafredo TFS | Trek-Segafredo TFS       | Trek-Segafredo TFS |
| ------------------ | ------------------------ | ------------------ |
| م                  | عداء                     | مرتبة              |
| 41                 | داريو كاتالدو            | لم يكمل السباق     |
| 42                 | جوليو سيكوني             | لم يكمل السباق     |
| 43                 | Amanuel Ghebreigzabhier ‏ | لم يكمل السباق     |
| 44                 | ماركوس هويلجارد          | لم يكمل السباق     |
| 45                 | باوك موليما              | لم يكمل السباق     |
| 46                 | Natnael Tesfatsion ‏      | لم يكمل السباق     |

| Groupama-FDJ GFC | Groupama-FDJ GFC          | Groupama-FDJ GFC |
| ---------------- | ------------------------- | ---------------- |
| م                | عداء                      | مرتبة            |
| 51               | Lorenzo Germani ‏          | 12               |
| 52               | رومان جريجوار             | 6                |
| 53               | ماثيو لاداجنوس            | لم يكمل السباق   |
| 54               | Lenny Martinez (cyclist) ‏ | 35               |
| 55               | رودي مولار                | 18               |
| 56               | Enzo Paleni ‏              | لم يكمل السباق   |
| 57               | تيبو بينو                 | لم يكمل السباق   |

| AG2R Citroën Team ACT | AG2R Citroën Team ACT   | AG2R Citroën Team ACT |
| --------------------- | ----------------------- | --------------------- |
| م                     | عداء                    | مرتبة                 |
| 61                    | Alex Baudin ‏            | 19                    |
| 62                    | بينوا كوسنيفروي         | 8                     |
| 63                    | Jaakko Hänninen ‏        | لم يكمل السباق        |
| 64                    | Valentin Paret-Peintre ‏ | لم يكمل السباق        |
| 65                    | Nans Peters ‏            | 1                     |
| 66                    | أندريا فيندرام          | 2                     |
| 67                    | كليمان فنتوريني         | 31                    |

| EF Education-EasyPost EFE | EF Education-EasyPost EFE | EF Education-EasyPost EFE |
| ------------------------- | ------------------------- | ------------------------- |
| م                         | عداء                      | مرتبة                     |
| 71                        | ألبرتو بيتول              | لم يكمل السباق            |
| 72                        | جوناثان كايسيدو           | لم يكمل السباق            |
| 73                        | ألكساندر سيبيدا           | 7                         |
| 74                        | أودد كريستيان إيكينغ      | 25                        |
| 75                        | مرحاوي قدس (طريق)         | 29                        |
| 76                        | مارك بادون                | لم يكمل السباق            |
| 77                        | Andrea Piccolo ‏           | 13                        |

| Arkéa-Samsic ARK | Arkéa-Samsic ARK     | Arkéa-Samsic ARK |
| ---------------- | -------------------- | ---------------- |
| م                | عداء                 | مرتبة            |
| 81               | Clément Champoussin ‏ | 5                |
| 82               | Louis Barré ‏         | لم يكمل السباق   |
| 83               | Ewen Costiou ‏        | 14               |
| 84               | ايلي جيسبرت          | لم يكمل السباق   |
| 86               | لوران بيشون          | لم يكمل السباق   |
| 87               | Alessandro Verre ‏    | لم يكمل السباق   |

| Green Project-Bardiani CSF-Faizanè BCF | Green Project-Bardiani CSF-Faizanè BCF | Green Project-Bardiani CSF-Faizanè BCF |
| -------------------------------------- | -------------------------------------- | -------------------------------------- |
| م                                      | عداء                                   | مرتبة                                  |
| 91                                     | Luca Covili ‏                           | 22                                     |
| 93                                     | Alessio Martinelli ‏                    | لم يكمل السباق                         |
| 94                                     | هنوك مولوبرهان ‏                        | لم يكمل السباق                         |
| 95                                     | Giulio Pellizzari ‏                     | 34                                     |
| 96                                     | Alessandro Pinarello ‏                  | 32                                     |
| 97                                     | Alessandro Santaromita ‏                | لم يكمل السباق                         |

| بنجوال باوليز ساوكس دبليو بي ‏ BWB | بنجوال باوليز ساوكس دبليو بي ‏ BWB | بنجوال باوليز ساوكس دبليو بي ‏ BWB |
| --------------------------------- | --------------------------------- | --------------------------------- |
| م                                 | عداء                              | مرتبة                             |
| 101                               | فلوريس دي تير                     | لم يكمل السباق                    |
| 102                               | Rémy Mertz ‏                       | لم يكمل السباق                    |
| 103                               | Dimitri Peyskens ‏                 | لم يكمل السباق                    |
| 104                               | Lennert Teugels ‏                  | 27                                |
| 105                               | ماركو تيزا                        | 23                                |
| 106                               | Luca Van Boven ‏                   | لم يكمل السباق                    |
| 107                               | Aaron Van der Beken ‏              | لم يكمل السباق                    |

| Team Solution Tech–Vini Fantini ‏ COR | Team Solution Tech–Vini Fantini ‏ COR | Team Solution Tech–Vini Fantini ‏ COR |
| ------------------------------------ | ------------------------------------ | ------------------------------------ |
| م                                    | عداء                                 | مرتبة                                |
| 111                                  | فاليريو كونتي                        | لم يكمل السباق                       |
| 112                                  | دافيد بالداكيني ‏                     | لم يكمل السباق                       |
| 113                                  | Stefano Gandin ‏                      | لم يكمل السباق                       |
| 114                                  | Marco Murgano ‏                       | لم يكمل السباق                       |
| 115                                  | Jan Stöckli ‏                         | لم يكمل السباق                       |
| 116                                  | Veljko Stojnić ‏                      | لم يكمل السباق                       |
| 117                                  | Nicolás Tivani ‏                      | 33                                   |

| إيولو كوميت ‏ EOK | إيولو كوميت ‏ EOK     | إيولو كوميت ‏ EOK |
| ---------------- | -------------------- | ---------------- |
| م                | عداء                 | مرتبة            |
| 121              | لورينزو فورتوناتو    | 26               |
| 122              | Davide Bais ‏         | لم يكمل السباق   |
| 123              | Alessandro Fancellu ‏ | لم يكمل السباق   |
| 124              | أندريا غاروسيو       | لم يكمل السباق   |
| 125              | فرانسيسكو جافازي     | 20               |
| 126              | Davide Piganzoli ‏    | لم يكمل السباق   |
| 127              | Simone Raccani ‏      | لم يكمل السباق   |

| Lotto Dstny LTD | Lotto Dstny LTD      | Lotto Dstny LTD |
| --------------- | -------------------- | --------------- |
| م               | عداء                 | مرتبة           |
| 131             | Johannes Adamietz ‏   | لم يكمل السباق  |
| 132             | Ramses Debruyne ‏     | 24              |
| 133             | Arjen Livyns ‏        | لم يكمل السباق  |
| 134             | Sylvain Moniquet ‏    | 17              |
| 135             | Mathijs Paasschens ‏  | لم يكمل السباق  |
| 136             | Lennert Van Eetvelt ‏ | لم يبدأ         |
| 137             | Maxim Van Gils ‏      | لم يكمل السباق  |

| تيم نوفو نورديسك ‏ TNN | تيم نوفو نورديسك ‏ TNN              | تيم نوفو نورديسك ‏ TNN |
| --------------------- | ---------------------------------- | --------------------- |
| م                     | عداء                               | مرتبة                 |
| 141                   | Hamish Beadle ‏                     | لم يكمل السباق        |
| 142                   | Joonas Henttala ‏                   | لم يكمل السباق        |
| 143                   | Declan Irvine ‏                     | لم يكمل السباق        |
| 144                   | Matyáš Kopecký ‏                    | لم يكمل السباق        |
| 145                   | Andrea Peron (cyclist, born 1988) ‏ | لم يكمل السباق        |
| 146                   | Umberto Poli (cyclist) ‏            | لم يكمل السباق        |
| 147                   | Filippo Ridolfo ‏                   | لم يكمل السباق        |

| Team Technipes #inEmiliaRomagna ‏ TER | Team Technipes #inEmiliaRomagna ‏ TER | Team Technipes #inEmiliaRomagna ‏ TER |
| ------------------------------------ | ------------------------------------ | ------------------------------------ |
| م                                    | عداء                                 | مرتبة                                |
| 151                                  | Emanuele Ansaloni ‏                   | لم يكمل السباق                       |
| 152                                  | Davide Dapporto‏                      | لم يكمل السباق                       |
| 153                                  | Romaric Forqués ‏                     | لم يكمل السباق                       |
| 154                                  | Andrea Innocenti‏                     | لم يكمل السباق                       |
| 155                                  | Alessandro Monaco ‏                   | لم يكمل السباق                       |
| 156                                  | Martin Nessler‏                       | لم يكمل السباق                       |
| 157                                  | Gabriele Petrelli‏                    | لم يكمل السباق                       |

| جنرال ستور بوتولي زارديني ‏ GEF | جنرال ستور بوتولي زارديني ‏ GEF | جنرال ستور بوتولي زارديني ‏ GEF |
| ------------------------------ | ------------------------------ | ------------------------------ |
| م                              | عداء                           | مرتبة                          |
| 161                            | Michele Berasi‏                 | لم يكمل السباق                 |
| 162                            | Tommaso Bergagna‏               | لم يكمل السباق                 |
| 163                            | Gianmarco Carpene‏              | لم يكمل السباق                 |
| 164                            | Samuele Carpene‏                | لم يكمل السباق                 |
| 165                            | Carlo Francesco Favretto‏       | لم يكمل السباق                 |
| 166                            | Kevin Pezzo Rosola ‏            | لم يكمل السباق                 |
| 167                            | Diego Ressi‏                    | لم يكمل السباق                 |

| كولباك ‏ CPK | كولباك ‏ CPK       | كولباك ‏ CPK    |
| ----------- | ----------------- | -------------- |
| م           | عداء              | مرتبة          |
| 171         | Luca Cretti‏       | لم يكمل السباق |
| 172         | Diego Bracalente‏  | لم يكمل السباق |
| 173         | Florian Kajamini ‏ | لم يكمل السباق |
| 174         | Sergio Meris ‏     | لم يكمل السباق |
| 175         | Nicolas Milesi ‏   | لم يكمل السباق |
| 176         | Pavel Novák ‏      | لم يكمل السباق |
| 177         | Ronan O'Connor‏    | لم يكمل السباق |

| Biesse–Carrera ‏ BIE | Biesse–Carrera ‏ BIE   | Biesse–Carrera ‏ BIE |
| ------------------- | --------------------- | ------------------- |
| م                   | عداء                  | مرتبة               |
| 181                 | Michael Belleri ‏      | لم يكمل السباق      |
| 182                 | Pierelis Belletta‏     | لم يكمل السباق      |
| 183                 | Riccardo Ciuccarelli ‏ | لم يكمل السباق      |
| 184                 | Anders Foldager ‏      | 30                  |
| 185                 | Francesco Galimberti ‏ | لم يكمل السباق      |
| 186                 | ITA                   | لم يكمل السباق      |
| 187                 | Giacomo Villa ‏        | لم يكمل السباق      |

| بلترامي تي إس أيه–مارشيول ‏ BTC | بلترامي تي إس أيه–مارشيول ‏ BTC | بلترامي تي إس أيه–مارشيول ‏ BTC |
| ------------------------------ | ------------------------------ | ------------------------------ |
| م                              | عداء                           | مرتبة                          |
| 191                            | Andrea Biancalani‏              | لم يبدأ                        |
| 192                            | Matteo Freddi‏                  | لم يكمل السباق                 |
| 193                            | توماس بسنتي ‏                   | لم يكمل السباق                 |
| 194                            | Lucio Pierantozzi‏              | لم يكمل السباق                 |
| 195                            | Andrea Piras ‏                  | لم يكمل السباق                 |
| 196                            | Alex Raimondi‏                  | لم يكمل السباق                 |
| 197                            | Michael Vanni‏                  | لم يكمل السباق                 |

| UAE Team Emirates UAD | UAE Team Emirates UAD | UAE Team Emirates UAD |
| --------------------- | --------------------- | --------------------- |
| م                     | عداء                  | مرتبة                 |
| 1                     | Alessandro Covi ‏      | 3                     |
| 2                     | إيفو أوليفيرا         | لم يكمل السباق        |
| 3                     | Sjoerd Bax ‏           | لم يكمل السباق        |
| 4                     | جورج بينيت            | لم يكمل السباق        |
| 5                     | ريان جيبونز           | 21                    |
| 6                     | دييغو يليسي           | 9                     |
| 7                     | مايكل فينك ‏           | لم يكمل السباق        |

| Intermarché-Circus-Wanty ICW | Intermarché-Circus-Wanty ICW | Intermarché-Circus-Wanty ICW |
| ---------------------------- | ---------------------------- | ---------------------------- |
| م                            | عداء                         | مرتبة                        |
| 11                           | Francesco Busatto ‏           | لم يكمل السباق               |
| 12                           | ليليان كالجمان               | 11                           |
| 13                           | روي كوستا                    | لم يكمل السباق               |
| 14                           | بينيام جيرماي                | لم يكمل السباق               |
| 15                           | Laurens Huys ‏                | لم يكمل السباق               |
| 16                           | لورينزو روتا                 | 4                            |
| 17                           | جورج تسيمارمان               | 10                           |

| Ineos Grenadiers IGD | Ineos Grenadiers IGD        | Ineos Grenadiers IGD |
| -------------------- | --------------------------- | -------------------- |
| م                    | عداء                        | مرتبة                |
| 21                   | Leo Hayter ‏                 | لم يكمل السباق       |
| 22                   | Kim Heiduk ‏                 | لم يكمل السباق       |
| 23                   | Michael Leonard (cyclist) ‏  | لم يكمل السباق       |
| 24                   | براندون ريفيرا ‏             | لم يكمل السباق       |
| 25                   | كارلوس رودريغيز كانو (طريق) | 15                   |

| Cofidis COF | Cofidis COF         | Cofidis COF    |
| ----------- | ------------------- | -------------- |
| م           | عداء                | مرتبة          |
| 31          | سيموني كونسوني      | لم يكمل السباق |
| 32          | Alexandre Delettre ‏ | لم يكمل السباق |
| 33          | Eddy Finé ‏          | لم يكمل السباق |
| 34          | Victor Lafay ‏       | 16             |
| 35          | Axel Mariault ‏      | لم يكمل السباق |
| 36          | Rémy Rochas ‏        | لم يكمل السباق |
| 37          | Harrison Wood ‏      | 28             |

| Trek-Segafredo TFS | Trek-Segafredo TFS       | Trek-Segafredo TFS |
| ------------------ | ------------------------ | ------------------ |
| م                  | عداء                     | مرتبة              |
| 41                 | داريو كاتالدو            | لم يكمل السباق     |
| 42                 | جوليو سيكوني             | لم يكمل السباق     |
| 43                 | Amanuel Ghebreigzabhier ‏ | لم يكمل السباق     |
| 44                 | ماركوس هويلجارد          | لم يكمل السباق     |
| 45                 | باوك موليما              | لم يكمل السباق     |
| 46                 | Natnael Tesfatsion ‏      | لم يكمل السباق     |

| Groupama-FDJ GFC | Groupama-FDJ GFC          | Groupama-FDJ GFC |
| ---------------- | ------------------------- | ---------------- |
| م                | عداء                      | مرتبة            |
| 51               | Lorenzo Germani ‏          | 12               |
| 52               | رومان جريجوار             | 6                |
| 53               | ماثيو لاداجنوس            | لم يكمل السباق   |
| 54               | Lenny Martinez (cyclist) ‏ | 35               |
| 55               | رودي مولار                | 18               |
| 56               | Enzo Paleni ‏              | لم يكمل السباق   |
| 57               | تيبو بينو                 | لم يكمل السباق   |

| AG2R Citroën Team ACT | AG2R Citroën Team ACT   | AG2R Citroën Team ACT |
| --------------------- | ----------------------- | --------------------- |
| م                     | عداء                    | مرتبة                 |
| 61                    | Alex Baudin ‏            | 19                    |
| 62                    | بينوا كوسنيفروي         | 8                     |
| 63                    | Jaakko Hänninen ‏        | لم يكمل السباق        |
| 64                    | Valentin Paret-Peintre ‏ | لم يكمل السباق        |
| 65                    | Nans Peters ‏            | 1                     |
| 66                    | أندريا فيندرام          | 2                     |
| 67                    | كليمان فنتوريني         | 31                    |

| EF Education-EasyPost EFE | EF Education-EasyPost EFE | EF Education-EasyPost EFE |
| ------------------------- | ------------------------- | ------------------------- |
| م                         | عداء                      | مرتبة                     |
| 71                        | ألبرتو بيتول              | لم يكمل السباق            |
| 72                        | جوناثان كايسيدو           | لم يكمل السباق            |
| 73                        | ألكساندر سيبيدا           | 7                         |
| 74                        | أودد كريستيان إيكينغ      | 25                        |
| 75                        | مرحاوي قدس (طريق)         | 29                        |
| 76                        | مارك بادون                | لم يكمل السباق            |
| 77                        | Andrea Piccolo ‏           | 13                        |

| Arkéa-Samsic ARK | Arkéa-Samsic ARK     | Arkéa-Samsic ARK |
| ---------------- | -------------------- | ---------------- |
| م                | عداء                 | مرتبة            |
| 81               | Clément Champoussin ‏ | 5                |
| 82               | Louis Barré ‏         | لم يكمل السباق   |
| 83               | Ewen Costiou ‏        | 14               |
| 84               | ايلي جيسبرت          | لم يكمل السباق   |
| 86               | لوران بيشون          | لم يكمل السباق   |
| 87               | Alessandro Verre ‏    | لم يكمل السباق   |

| Green Project-Bardiani CSF-Faizanè BCF | Green Project-Bardiani CSF-Faizanè BCF | Green Project-Bardiani CSF-Faizanè BCF |
| -------------------------------------- | -------------------------------------- | -------------------------------------- |
| م                                      | عداء                                   | مرتبة                                  |
| 91                                     | Luca Covili ‏                           | 22                                     |
| 93                                     | Alessio Martinelli ‏                    | لم يكمل السباق                         |
| 94                                     | هنوك مولوبرهان ‏                        | لم يكمل السباق                         |
| 95                                     | Giulio Pellizzari ‏                     | 34                                     |
| 96                                     | Alessandro Pinarello ‏                  | 32                                     |
| 97                                     | Alessandro Santaromita ‏                | لم يكمل السباق                         |

| بنجوال باوليز ساوكس دبليو بي ‏ BWB | بنجوال باوليز ساوكس دبليو بي ‏ BWB | بنجوال باوليز ساوكس دبليو بي ‏ BWB |
| --------------------------------- | --------------------------------- | --------------------------------- |
| م                                 | عداء                              | مرتبة                             |
| 101                               | فلوريس دي تير                     | لم يكمل السباق                    |
| 102                               | Rémy Mertz ‏                       | لم يكمل السباق                    |
| 103                               | Dimitri Peyskens ‏                 | لم يكمل السباق                    |
| 104                               | Lennert Teugels ‏                  | 27                                |
| 105                               | ماركو تيزا                        | 23                                |
| 106                               | Luca Van Boven ‏                   | لم يكمل السباق                    |
| 107                               | Aaron Van der Beken ‏              | لم يكمل السباق                    |

| Team Solution Tech–Vini Fantini ‏ COR | Team Solution Tech–Vini Fantini ‏ COR | Team Solution Tech–Vini Fantini ‏ COR |
| ------------------------------------ | ------------------------------------ | ------------------------------------ |
| م                                    | عداء                                 | مرتبة                                |
| 111                                  | فاليريو كونتي                        | لم يكمل السباق                       |
| 112                                  | دافيد بالداكيني ‏                     | لم يكمل السباق                       |
| 113                                  | Stefano Gandin ‏                      | لم يكمل السباق                       |
| 114                                  | Marco Murgano ‏                       | لم يكمل السباق                       |
| 115                                  | Jan Stöckli ‏                         | لم يكمل السباق                       |
| 116                                  | Veljko Stojnić ‏                      | لم يكمل السباق                       |
| 117                                  | Nicolás Tivani ‏                      | 33                                   |

| إيولو كوميت ‏ EOK | إيولو كوميت ‏ EOK     | إيولو كوميت ‏ EOK |
| ---------------- | -------------------- | ---------------- |
| م                | عداء                 | مرتبة            |
| 121              | لورينزو فورتوناتو    | 26               |
| 122              | Davide Bais ‏         | لم يكمل السباق   |
| 123              | Alessandro Fancellu ‏ | لم يكمل السباق   |
| 124              | أندريا غاروسيو       | لم يكمل السباق   |
| 125              | فرانسيسكو جافازي     | 20               |
| 126              | Davide Piganzoli ‏    | لم يكمل السباق   |
| 127              | Simone Raccani ‏      | لم يكمل السباق   |

| Lotto Dstny LTD | Lotto Dstny LTD      | Lotto Dstny LTD |
| --------------- | -------------------- | --------------- |
| م               | عداء                 | مرتبة           |
| 131             | Johannes Adamietz ‏   | لم يكمل السباق  |
| 132             | Ramses Debruyne ‏     | 24              |
| 133             | Arjen Livyns ‏        | لم يكمل السباق  |
| 134             | Sylvain Moniquet ‏    | 17              |
| 135             | Mathijs Paasschens ‏  | لم يكمل السباق  |
| 136             | Lennert Van Eetvelt ‏ | لم يبدأ         |
| 137             | Maxim Van Gils ‏      | لم يكمل السباق  |

| تيم نوفو نورديسك ‏ TNN | تيم نوفو نورديسك ‏ TNN              | تيم نوفو نورديسك ‏ TNN |
| --------------------- | ---------------------------------- | --------------------- |
| م                     | عداء                               | مرتبة                 |
| 141                   | Hamish Beadle ‏                     | لم يكمل السباق        |
| 142                   | Joonas Henttala ‏                   | لم يكمل السباق        |
| 143                   | Declan Irvine ‏                     | لم يكمل السباق        |
| 144                   | Matyáš Kopecký ‏                    | لم يكمل السباق        |
| 145                   | Andrea Peron (cyclist, born 1988) ‏ | لم يكمل السباق        |
| 146                   | Umberto Poli (cyclist) ‏            | لم يكمل السباق        |
| 147                   | Filippo Ridolfo ‏                   | لم يكمل السباق        |

| Team Technipes #inEmiliaRomagna ‏ TER | Team Technipes #inEmiliaRomagna ‏ TER | Team Technipes #inEmiliaRomagna ‏ TER |
| ------------------------------------ | ------------------------------------ | ------------------------------------ |
| م                                    | عداء                                 | مرتبة                                |
| 151                                  | Emanuele Ansaloni ‏                   | لم يكمل السباق                       |
| 152                                  | Davide Dapporto‏                      | لم يكمل السباق                       |
| 153                                  | Romaric Forqués ‏                     | لم يكمل السباق                       |
| 154                                  | Andrea Innocenti‏                     | لم يكمل السباق                       |
| 155                                  | Alessandro Monaco ‏                   | لم يكمل السباق                       |
| 156                                  | Martin Nessler‏                       | لم يكمل السباق                       |
| 157                                  | Gabriele Petrelli‏                    | لم يكمل السباق                       |

| جنرال ستور بوتولي زارديني ‏ GEF | جنرال ستور بوتولي زارديني ‏ GEF | جنرال ستور بوتولي زارديني ‏ GEF |
| ------------------------------ | ------------------------------ | ------------------------------ |
| م                              | عداء                           | مرتبة                          |
| 161                            | Michele Berasi‏                 | لم يكمل السباق                 |
| 162                            | Tommaso Bergagna‏               | لم يكمل السباق                 |
| 163                            | Gianmarco Carpene‏              | لم يكمل السباق                 |
| 164                            | Samuele Carpene‏                | لم يكمل السباق                 |
| 165                            | Carlo Francesco Favretto‏       | لم يكمل السباق                 |
| 166                            | Kevin Pezzo Rosola ‏            | لم يكمل السباق                 |
| 167                            | Diego Ressi‏                    | لم يكمل السباق                 |

| كولباك ‏ CPK | كولباك ‏ CPK       | كولباك ‏ CPK    |
| ----------- | ----------------- | -------------- |
| م           | عداء              | مرتبة          |
| 171         | Luca Cretti‏       | لم يكمل السباق |
| 172         | Diego Bracalente‏  | لم يكمل السباق |
| 173         | Florian Kajamini ‏ | لم يكمل السباق |
| 174         | Sergio Meris ‏     | لم يكمل السباق |
| 175         | Nicolas Milesi ‏   | لم يكمل السباق |
| 176         | Pavel Novák ‏      | لم يكمل السباق |
| 177         | Ronan O'Connor‏    | لم يكمل السباق |

| Biesse–Carrera ‏ BIE | Biesse–Carrera ‏ BIE   | Biesse–Carrera ‏ BIE |
| ------------------- | --------------------- | ------------------- |
| م                   | عداء                  | مرتبة               |
| 181                 | Michael Belleri ‏      | لم يكمل السباق      |
| 182                 | Pierelis Belletta‏     | لم يكمل السباق      |
| 183                 | Riccardo Ciuccarelli ‏ | لم يكمل السباق      |
| 184                 | Anders Foldager ‏      | 30                  |
| 185                 | Francesco Galimberti ‏ | لم يكمل السباق      |
| 186                 | ITA                   | لم يكمل السباق      |
| 187                 | Giacomo Villa ‏        | لم يكمل السباق      |

| بلترامي تي إس أيه–مارشيول ‏ BTC | بلترامي تي إس أيه–مارشيول ‏ BTC | بلترامي تي إس أيه–مارشيول ‏ BTC |
| ------------------------------ | ------------------------------ | ------------------------------ |
| م                              | عداء                           | مرتبة                          |
| 191                            | Andrea Biancalani‏              | لم يبدأ                        |
| 192                            | Matteo Freddi‏                  | لم يكمل السباق                 |
| 193                            | توماس بسنتي ‏                   | لم يكمل السباق                 |
| 194                            | Lucio Pierantozzi‏              | لم يكمل السباق                 |
| 195                            | Andrea Piras ‏                  | لم يكمل السباق                 |
| 196                            | Alex Raimondi‏                  | لم يكمل السباق                 |
| 197                            | Michael Vanni‏                  | لم يكمل السباق                 |

## التصنيف العام النهائي
| التصنيف العام         | التصنيف العام        | التصنيف العام            | التصنيف العام | التصنيف العام |
| العداء                | العداء               | الفريق                   | الوقت         |               |
| --------------------- | -------------------- | ------------------------ | ------------- | ------------- |
| 1                     | Nans Peters ‏         | AG2R Citroën Team        | 5 س 08 د 28 ث |               |
| 2                     | أندريا فيندرام       | AG2R Citroën Team        | + 46 ث        |               |
| 3                     | Alessandro Covi ‏     | فريق الإمارات            | + 46 ث        |               |
| 4                     | لورينزو روتا         | Intermarché-Circus-Wanty | + 46 ث        |               |
| 5                     | Clément Champoussin ‏ | اركيا سامسيك             | + 46 ث        |               |
| 6                     | رومان جريجوار        | Groupama-FDJ             | + 46 ث        |               |
| 7                     | ألكساندر سيبيدا      | EF Education-EasyPost    | + 50 ث        |               |
| 8                     | بينوا كوسنيفروي      | AG2R Citroën Team        | + 1 د 33 ث    |               |
| 9                     | دييغو يليسي          | فريق الإمارات            | + 1 د 46 ث    |               |
| 10                    | جورج تسيمارمان       | Intermarché-Circus-Wanty | + 1 د 55 ث    |               |
|                       |                      |                          |               |               |
| مصدر: ProCyclingStats |                      |                          |               |               |

## وصلات خارجية
- الموقع الرسمي
- لمحة عن سباق تروفيو لايقويليا 2023 على موقع  ProCyclingStats   (برو  سايكلنج  ستاتس) - إحصاءات  محترفي  الدراجات.
- تروفيو لايقويليا 2023 على موقع إحصائيات الدراجات الإحترافية (الإنجليزية)